# Diapontia senescens
Diapontia senescens là một loài nhện trong họ Lycosidae.
Loài này thuộc chi Diapontia. Diapontia senescens được Cândido Firmino de Mello-Leitão miêu tả năm 1944.